# دیان برچ
دیان برچ (انگلیسی: Diane Birch؛ زادهٔ ۲۴ ژانویهٔ ۱۹۸۳
میشیگان، usa) یک موسیقی‌دان اهل ایالات متحده آمریکا است. وی از سال ۲۰۰۹ میلادی تاکنون مشغول فعالیت بوده‌است.